# 이사야마촌
이사야마촌(諫山村)은 후쿠오카현 미야코군에 있던 촌이다. 현재의 미야코정의 일부에 해당한다.